# Bruay-sur-l'Escaut
Bruay-sur-l'Escaut is een gemeente in het Franse Noorderdepartement in de regio Hauts-de-France. De gemeente maakt deel uit van het arrondissement Valenciennes. Bruay-sur-l'Escaut ligt aan de Schelde. In het noordoosten ligt een deel van de mijnwerkerswijk Thiers op de grens met buurgemeente Escautpont. Net ten westen van Bruay ligt op het grondgebied van Raismes het gehucht Sabatier. De gemeente telde 11.584 inwoners op 1 januari 2022.

## Geografie
De oppervlakte van Bruay-sur-l'Escaut bedroeg op 1 januari 2022 6,7 vierkante kilometer; de bevolkingsdichtheid was toen 1.729 inwoners per km².

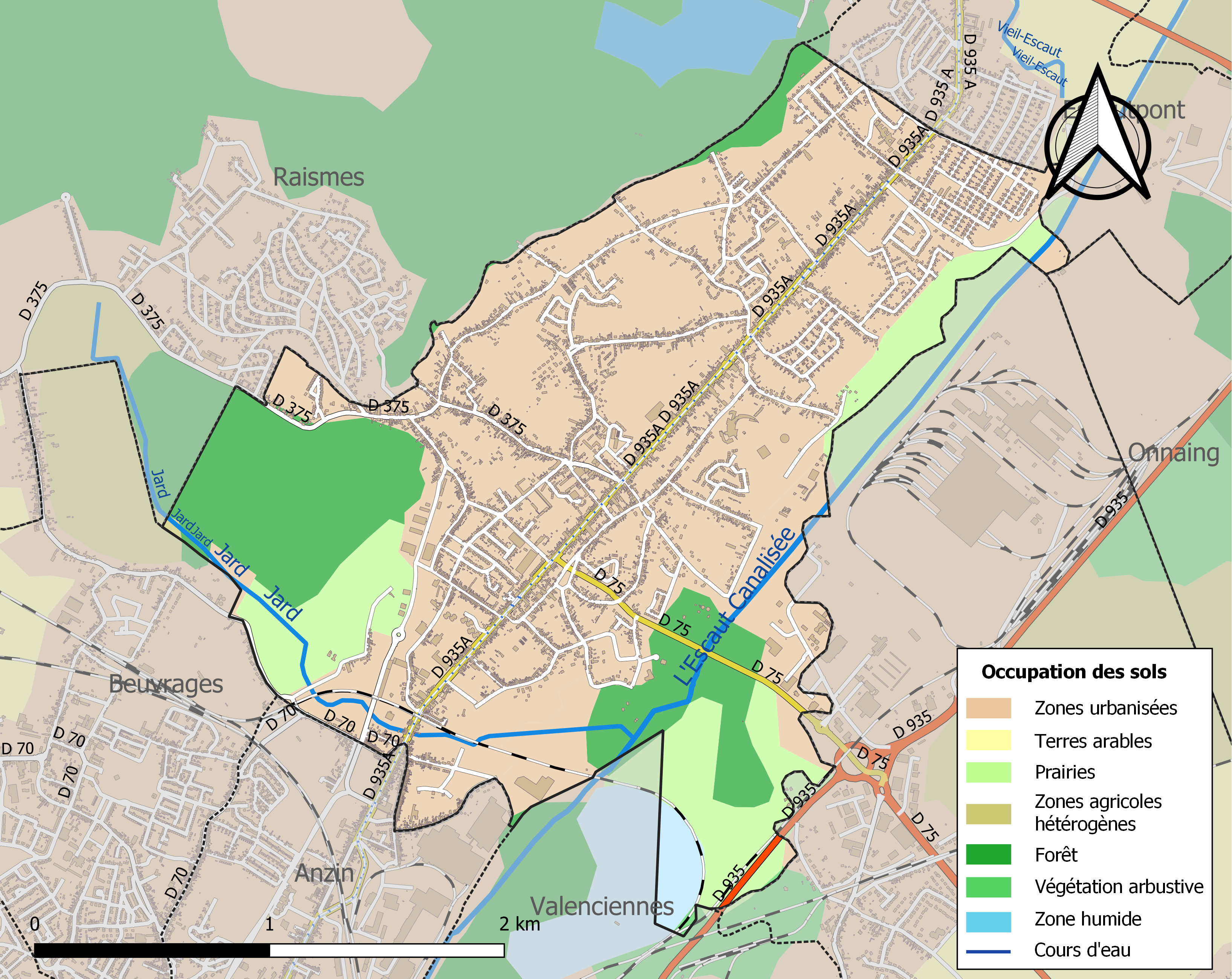
Kaart van de gemeente met belangrijkste infrastructuur, bodemgebruik en omliggende gemeenten

## Geschiedenis
In de 18de eeuw werd in de omgeving steenkool ontdekt. Door de mijnindustrie groeide de gemeente de volgde eeuwen sterk uit.
De gemeente heette Bruay, tot de naam in 1902 werd uitgebreid tot Bruay-sur-l'Escaut, ter onderscheid met Bruay-la-Buissière.

## Bezienswaardigheden
- De Sint-Pharaïldiskerk (Église Sainte-Pharaïlde) in het centrum is een neogotisch kerkgebouw van 1891-1893. De kerk werd in 1918 ernstig beschadigd door de Duitsers en in 1921 hersteld. De kerk bezit enkele belangrijke reliekhouders en een 12e-eeuwse romaanse cenotaaf van Sint-Pharaïldis.
- De Sint-Adolphuskerk (Église Saint-Adolphe) in de wijk Thiers. Dit neoromaans kerkgebouw kwam tot stand in 1875-1877, werd in 1918 door de Duitsers opgeblazen, hersteld en in 1921 weer in gebruik genomen. De kerk werd gebouwd voor de mijnwerkers van de nabijgelegen Fosse Thiers.

## Natuur en landschap
Bruay-sur-l'Escaut ligt aan de Schelde. De hoogte aan de kerk bedraagt 25 meter.

## Economie
In 1856 werd begonnen met de aanleg van de Fosse Thiers, een steenkoolmijn die in 1860 in productie kwam. Hij omvatte ook een elektriciteitscentrale en een cokesfabriek. In 1955 kwam aan de productie een einde. 

## Demografie
Onderstaande figuur toont het verloop van het inwonertal (bron: INSEE-tellingen).

## Nabijgelegen kernen
Escautpont, Beuvrages, Saint-Saulve